# Musashimurayama (Tokio)
Musashimurayama (武蔵村山市 Musashimurayama-shi?) es una ciudad ubicada en el centro-norte de Tokio Occidental, la parte occidental de la Metrópolis de Tokio, Japón. 
Según datos del 2010, la ciudad tiene una población estimada de 70.004 habitantes y una densidad de 4.550 personas por km². El área total es de 15,37 km².
La ciudad fue fundada el 3 de noviembre de 1970.
Es una de las ciudades de Tokio Occidental (ubicado al oeste de los 23 barrios de Tokio) y su relieve es montañoso, dominado por la colinas de Sayama al norte. En sus tierras bajas ubicadas al sur se practica la agricultura (plantas de té, frutas y vegetales). Por su territorio cruzan dos pequeños ríos: el río Karabori y el río Zanbori.

## Ciudades hermanadas
- Sakae, prefectura de Nagano, Japón